# Санчо I Гарсес (король Наварры)
Са́нчо I Гарсе́с (исп. Sancho Garcés I; ок. 865—10 декабря 925) — король Наварры (905—925), первый представитель наваррской королевской династии Хименесов и первый из правителей королевства Наварра, который вёл завоевательную политику по отношению к соседним мусульманским владениям.

## Биография

### Приход к власти
Санчо I был сыном короля Наварры Гарсии II Хименеса и его 2-й жены Дадильдис Палларской. В 870 году, когда Гарсия II стал королём Наварры, Санчо получил от него в управление Вальдонселлу. Он сохранил своё владение и при новом короле Фортуне Гарсесе из династии Ариста. Возможно, он выступал как помощник своего единокровного брата, правителя Сангуэсы и вероятного сокороля Наварры Иньиго II Гарсеса, в управлении восточной частью королевства (в Кодексе Роды она упоминается как «другая часть королевства»). В это время Санчо женился сначала на Урраке Аснарес, дочери графа Арагона Аснара II Галиндеса, а после её смерти на Тоде Аснарес, внучке короля Фортуна Гарсеса.

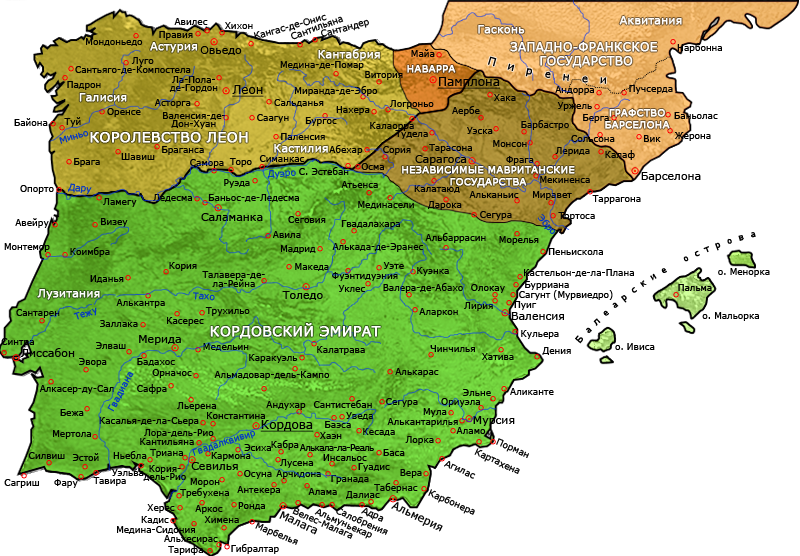
Пиренейский полуостров в 910 году.

Правление Фортуна Гарсеса совпало с периодом активизации антихристианских настроений в мусульманской Испании, которые привели к значительному увеличению числа набегов мавров на области Наварры и других северо-испанских христианских королевств. Особенно разорительными были нападения, совершённые в первые годы X века правителем Бану Каси Луббом II ибн Мухаммадом. Они заставили короля Фортуна заключить с эмиром Кордовы Абдаллахом мир, а с Бану Каси — союз. Однако это вызвало недовольство христианских соседей Наварры, долгие годы ведших упорную борьбу с Бану Каси. В результате сложилась коалиция противников Фортуна Гарсеса, которую составили король Астурии Альфонсо III Великий и граф Пальярса и Рибагорсы Рамон I. К ней присоединился и Санчо Гарсес. В 905 году союзники совершили поход на Памплону и свергли с престола Фортуна Гарсеса, а также Иньиго II Гарсеса. Новым правителем Королевства Наварра был провозглашён Санчо I Гарсес.
Став королём, Санчо I, вопреки сложившейся в королевской семье Наварры традиции, не стал назначать соправителя, сосредоточив всю власть в своих руках. Он успешно пресёк попытки сыновей Фортуна Гарсеса и Иньиго II захватить престол, вынудив их бежать в Кордову и просить покровительства эмира Абдаллаха. То, что его женой была Тода, представительница семьи Ариста, к которой принадлежали предыдущие короли Наварры, способствовало легитимизации власти короля Санчо I в глазах подданных.

### Наступление на владения мавров
С первых дней правления Санчо I Гарсес поставил своими главными целями борьбу с маврами и расширение территории Наварры за счёт близлежащих мусульманских владений. В первый же год своего правления король Санчо, в союзе с королём Астурии Альфонсо III, выступил против Ахмада ибн Муавии, который провозгласил себя махди и объявил священную войну христианам. Войско союзников разбило мавров, Ахмад ибн Муавия погиб. Эта победа позволила Санчо I Гарсесу установить свой контроль над верховьями реки Эбро.
29 сентября 907 года королю Санчо I удалось заманить в засаду у Куэнки (около Памплоны) одного из опаснейших врагов испанских христиан, правителя Бану Каси Лубба II ибн Мухаммада, намеревавшегося напасть на столицу Наварры. Тот погиб при внезапной атаке на его отряд войска наваррцев. Преемником Лубба II стал его брат Абдаллах ибн Мухаммад, не имевший таких военных талантов, как его предшественник. Это дало возможность Санчо I Гарсесу начать активное наступление на владения мусульман. В ближайшие три года Санчо отвоевал у мусульман крепости Каркастилло, Олите, Тафалла, Фалкес и Каркар, а в 910 году захватил крепость Монхардин (современный Вильямайор-де-Монхардин), расположенную на возвышенности, доминирующей над окружающей долиной. Крепость Монхардин стала основным опорным пунктом Санчо I на южной границе его королевства. В 911 году король Санчо разбил у крепости Руэста (на западе Арагона) вали Уэски Мухаммада ал-Тавиля, после чего к Наварре была присоединена крепость Вальдонселла и западная часть долины реки Арагон. Все завоевания сопровождались укреплением захваченных крепостей и размещением в них наваррских гарнизонов.
В 914 году, воспользовавшись мятежом, поднятым Бану Каси против нового эмира Кордовы Абд ар-Рахмана III, король Санчо I захватил Калаорру. Однако смерть в начале этого года короля Леона Гарсии I, союзника Санчо I, позволила маврам провести несколько ответных рейдов против Наварры, в результате которых правитель Бану Каси Абдаллах ибн Мухаммад в июле возвратил себе Калаорру, но уже через несколько недель, после поражения от наваррцев в бою около Арнедо, вынужден был её оставить. В 915 году Абдаллах ибн Мухаммад был разбит Санчо I Гарсесом и попал в плен. В этом же году он был освобождён, после того как признал принадлежащими Санчо I крепости Фалкес и Капарросо, а также выдал королю Наварры двух своих сыновей в заложники. Абдаллах ибн Мухаммад вскоре умер и новым правителем Бану Каси стал Мухаммад ибн Абдаллах.
В 915 году король Санчо I Гарсес заключил союз с новым королём Леона Ордоньо II и в этом же году соединённое леоно-наваррское войско совершило поход на Туделу, завершившийся безрезультатно. 4 сентября 917 года отряды из Наварры участвовали в битве при Сан-Эстебан-де-Гормасе, в которой король Ордоньо II разгромил войско мавров. Весной 918 года короли Санчо I и Ордоньо II выступили в поход на Нахеру, которую в начале июня безрезультатно осаждали в течение 3-х дней. Отступив от Нахеры, леоно-наваррское войско дошло до Туделы (здесь из 14-летнего мусульманского плена наваррцами был освобождён Исарн, будущий граф Пальярса), затем до Маркуэры и Тарасоны, разграбило пригороды Вальтьерры и захватило принадлежащие Бану Каси Арнедо и Калаорру. Эмир Кордовы Абд ар-Рахман III немедленно выслал против Санчо I и Ордоньо II войско под командованием Бадра ибн Ахмада, которое, выступив из Кордовы 8 июля, 14 и 16 августа нанесло христианам два поражения. Известие об этих победах были отпраздновано в Кордове с особой торжественностью. В 919 году мавры совершили ещё один поход против Леона и Наварры.
В начале 920 года Санчо I Гарсес, в союзе с Бернатом, сыном графа Пальярса и Рибагорсы Рамона I, и Амрусом ибн Мухаммадом, сыном бывшего вали Уэски Мухаммада ал-Тавиля, совершил нападение на Монсон и захватил у мусульман округ Рураль (в долине Гальего).
Таким образом, к лету 920 года королю Санчо I удалось расширить границы Королевства Наварра вплоть до Эбро и даже захватить местности вокруг крепостей Каркар, Калаорра и Арнедо, располагавшихся на противоположном берегу реки. К этому времени относится наделение королём Санчо своего сына Гарсии титулом «король Нахеры», хотя этот город ещё оставался под властью мусульман.

### Битва при Вальдехункере
Успехи королей Наварры Санчо I Гарсеса и Леона Ордоньо II заставили эмира Кордовы Абд ар-Рахмана III предпринять незамедлительные ответные действия. В 920 году эмир объявил священную войну христианам. Он собрал большое войско, в котором были не только испанские мусульмане, но и отряды из Африки.
Абд ар-Рахман III лично принял командование войском, впервые за время своего правления возглавив поход против христианского государства. Войско мавров выступило из Кордовы 4 июня и, пройдя через Каракуэль (на реке Гвадиана), Толедо, Гвадалахару, Аранхуес и Сигуенсу, 5 июля достигло Мединасели на границе с королевством Леон. Отсюда часть мусульманского войска вторглась в графство Кастилию и 8 июля взяла Осму. Город был разграблен и сожжён. Кастильская знать обратилась к Абд ар-Рахману III с предложением мира, обещая признать над собой его верховную власть. Однако эмир продолжил военные действия против Кастилии и 9 июля взял Сан-Эстебан-де-Гормас (его гарнизон бежал в горы, а сама крепость была разрушена), 10 июля атаковал Бургос, а 11 июля взял крепость Клунию (современный Коруния-дель-Конде). 15 июля мусульманская армия двинулась к Туделе, которую в это время осаждал Санчо I Гарсес, и прибыла к городу 19 июля, заставив короля Наварры снять осаду. Здесь Абд ар-Рахман III переменил свои планы и принял решение нанести свой основной удар не по королевству Леон, а по Наварре. Для преследования короля Санчо I эмир Кордовы выделил большой отряд конницы, назначив командовать им вали Туделы Мухаммада ибн Лубба из Бану Каси. Преследуя Санчо I, Мухаммад ибн Лубб 21 июля захватил Калаорру, а 22 июля — крепость Каркар. Основные силы во главе с Абд ар-Рахманом III двигалась следом. 24 июля Санчо I Гарсес предпринял у Калаорры попытку неожиданного нападения на лагерь авангарда войска мавров, но потерпел неудачу, потеряв много воинов. Он отступил в крепость Арнедо, где на следующий день соединился с войском короля Ордоньо II, прибывшего к нему на помощь.
В это время мавры встали лагерем в долине Вальдехункера (около Муэса). Первоначально леоно-наваррское войско занимало удобные позиции на близлежащих возвышенностях, но утром 26 июля 920 года, по неизвестным причинам, спустилось в долину и атаковало превосходящие силы мавров. Нападение было неудачным, вскоре войско христиан дрогнуло и обратилось в бегство. Мусульмане почти не брали пленных, кроме самых знатных (среди таких были епископ Туя Эрмоигио и епископ Саламанки Дульсидио II). Преследование христиан продолжалось до самой ночи. Обоим королям удалось скрыться в горах. Остатки войска христиан (более 1000 воинов) укрылись в крепости Муэс, но та 29 июля была взята мусульманами и все христиане, захваченные здесь, были обезглавлены по приказу Абд ар-Рахмана III. Разорив окрестные области Наварры, но так и не предприняв попытки атаковать Памплону, 31 июля войско мавров, разрушив оставленную христианами крепость Вигеру, повернуло обратно. Укрепив на обратном пути пограничные замки и разместив в них гарнизоны, Абд ар-Рахман III 2 сентября торжественно возвратился в Кордову. Как доказательство его победы на улицах города были выставлены сотни голов христианских воинов, убитых в битве при Вальдехункере.
Битва при Вальдехункере стала одним из самых значительных поражений христиан за всю Реконкисту.

### Последние годы

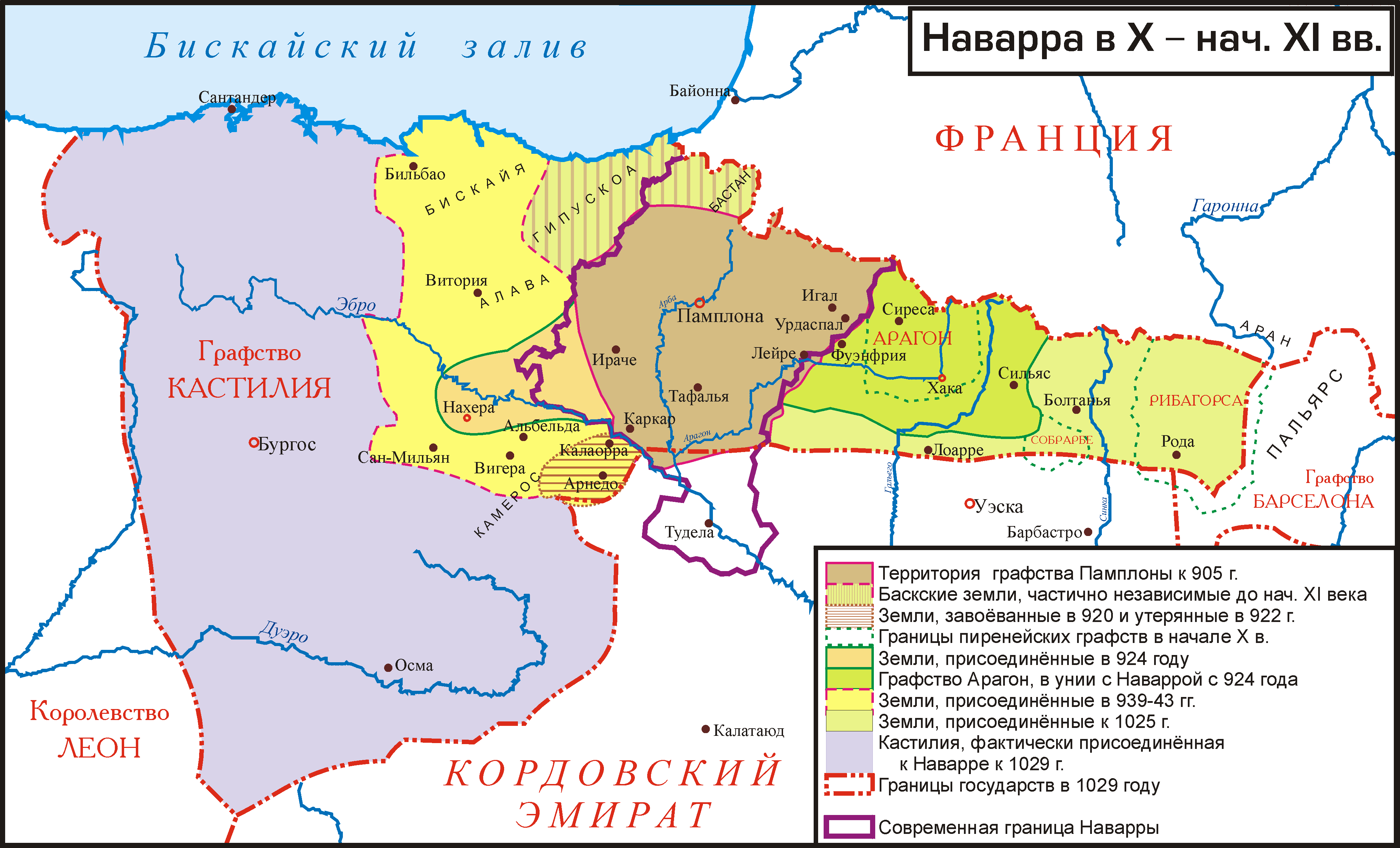
Территориальный рост королевства Наварра.

После поражения при Вальдехункере Санчо I Гарсес несколько лет не предпринимал активных действий против мавров, занимаясь укреплением крепостей на южной границе королевства.
Когда в 922 году умер, не оставив мужского потомства, граф Арагона Галиндо II Аснарес, король Санчо I, как бывший муж сестры умершего, Урраки, предъявил права на Арагон. При этом были и другие претенденты на это владение: дочь Галиндо II, Андрегота, и сын другой сестры умершего графа, вали Уэски Фортун ибн Мухаммад ал-Тавиль. Король Санчо I прибыл в Арагон и объявил себя его правителем. По предложению Санчо I епископ Памплоны Галиндо в этом же году основал в Арагоне новое, подчинённое епархии Наварры, епископство с центром в монастыре Сасау. Таким образом Арагон ставился не только в политическую, но и в церковную зависимость от королевства Наварра. Это вовлекло короля Наварры в войну с вали Уэски, которая была завершена только в 924 году, после заключения соглашения о помолвке сына Санчо I, Гарсии, с Андреготой Галиндес. Таким образом графство Арагон входило в состав королевства Наварра на условиях личной унии.
В 923 году Санчо I Гарсес возобновил войну с Бану Каси. В то время как его союзник, король Леона Ордоньо II, по его просьбе атаковал и отнял у мавров Нахеру сам Санчо I отвоевал крепости Каркар, Калаорру и Вигеру, в которой захватил и казнил правителя Бану Каси Мухаммада ибн Абдаллаха и других знатных мусульман. Также, возможно, был отвоёван и Арнедо. Чтобы ещё больше укрепить союз с королевством Леон, Санчо I Гарсес отдал одну свою дочь Санчу в жёны Ордоньо II, а другую, Онеку, в жёны сыну короля Леона, Альфонсо. В ответ Ордоньо II передал Санчо I город Нахеру, где король Наварры заложил новую мощную крепость. В благодарность Богу за свои победы король Наварры 5 января 924 года основал большой монастырь в Альбельде, посвятив его святому Мартину (Сан-Мартин-де-Альбельда).
В этом же году Санчо I нанёс новое поражение Бану Каси. Одновременно Бану Каси потерпели поражение и от эмира Кордовы Абд ар-Рахмана III, после чего были вынуждены передать свои владения под верховную власть эмира и перейти к нему на службу. Абд ар-Рахман III незамедлительно выступил на защиту своих новых земель от христиан. Он собрал войско и вторгся в Наварру. Король Санчо I попытался оказать отпор маврам, но был разбит Абд ар-Рахманом III в бою в долине Ирати. Небольшой отряд, посланный на помощь наваррцам новым королём Леона Фруэлой II, двигался медленно и не успел соединиться с Санчо. В результате войско Абд ар-Рахмана III беспрепятственно захватило столицу Наварры, Памплону, жители которой покинули город. По приказанию эмира город был почти полностью разрушен, в том числе были разрушены и все христианские церкви в Памплоне и её окрестностях. Санчо I, к которому в это время подошло войско из королевства Леон, ещё два раза безрезультатно атаковал войско мусульман, но снова был разбит. Мавры, на обратном пути вновь разрушив Калаорру, с богатой добычей 26 августа 924 года возвратились в Кордову. После разрушения Памплоны Санчо I перенёс свою королевскую резиденцию в Нахеру, а епископская кафедра была перенесена епископом Галиндо в монастырь Сан-Сальвадор-де-Лейре, где она оставалась до 1023 года.
В 925 году Санчо I Гарсес вмешался в междоусобия, начавшиеся в королевстве Леон после смерти Фруэла II. Он поддержал сыновей своего бывшего союзника Ордоньо II, Санчо, Альфонсо и Рамиро, которые выступили против сына Фруэлы II Альфонсо Фройласа. С помощью Санчо I сыновьям Ордоньо II удалось вытеснить Альфонсо Фройласа из Леона в Галисию.
Король Санчо I Гарсес скончался 10 декабря 925 года, находясь в окрестностях Реса (на реке Эбро). Существуют два мнения о месте его погребения. Согласно одному из них, основанному на позднейших наваррских преданиях, Санчо I и его сын Гарсия I были похоронены в церкви Сан-Эстебан-де-Дейо на горе Монхардин. Отсюда выводилось предание о происхождении из этих мест родоначальника династии королей Наварры Иньиго I Аристы. Согласно другому мнению, местом погребения Санчо I является Сан-Эстебан-де-Гормас.
Преемником Санчо I на престоле Наварры стал его 6-летний сын Гарсия I, регентами в малолетство которого были его дядя Химено II Гарсес и его мать Тода Аснарес.

### Семья
Король Санчо I Гарсес был женат 2 раза.
Первой его женой была Уррака Аснарес, дочь графа Арагона Аснара II Галиндеса. Несмотря на то, что этот брак не продлился долго и что все дети от этого брака умерли в детском возрасте, брак с Урракой позволил Санчо I успешно претендовать на графство Арагон, когда там умер последний мужской представитель династии, брат Урраки, граф Галиндо II Аснарес.
После смерти Урраки, Санчо I чуть ранее 900 года вступил в брак с Тодой Аснарес, дочерью графа Ларрауна Аснара Санчеса и Онеки Фортунес, чьим отцом был король Наварры Фортун Гарсес. Таким образом в детях Санчо I Гарсеса и Тоды Аснарес соединились две ветви королевской семьи Наварры — династий Хименес и Ариста, что способствовало быстрой легитимизации власти короля Санчо I после свержения с престола его предшественника. У Санчо I Гарсеса и Тоды было 6 детей:
- Онека (ум. после июня 931) — с 923 года жена короля Леона Альфонсо IV
- Санча (после 900—9 июня 952 / 26 декабря 955) — 1-й брак (с 923 года): король Леона Ордоньо II; 2-й брак (с 924 года): граф Алавы Альваро Эррамелис; 3-й брак (с 932 года): граф Кастилии Фернан Гонсалес
- Уррака (ум. 23 июня 956) — с 932 года жена короля Леона Рамиро II
- Веласкита — 1-й брак (с 923 года): граф Бискайи Муньо; 2-й брак (с около 930 года): Галиндо Бернардес, сын графа Рибагорсы Берната I; 3-й брак: Фортун Галиндес из Нахеры, вероятно, сын графа Арагона Галиндо II Аснареса
- Гарсия I (ок. 919—22 февраля 970) — король Наварры (925—970)
- Орбита (род. в 926 году (?)[6] — жена вали Уэски из семьи ал-Тавиль

Кроме того, Санчо I имел одну внебрачную дочь, Лупу, которая, вероятно, стала женой графа Бигорра Дато II Лупа и матерью графа Раймунда I.

### Итоги правления
Король Санчо I Гарсес был первым королём Наварры, начавшим вести заваевательную политику в отношении мавров. Если при его предшественниках королевство Наварра лишь оборонялось, то правление Санчо I позволило ей стать в Реконкисте равноправным партнёром Астуро-Леонского королевства и заложило основы гегемонии Наварры среди христианских государств Пиренейского полуострова, которого она достигла при его праправнуке Санчо III Великом. Несмотря на поражения 920 и 924 годов, Санчо I удалось сохранить почти все свои приобретения, из которых наиболее ценным стало присоединение к Наварре графства Арагон. Санчо также установил свой контроль над Собрарбе и долиной Дейо (Монхардин-Эстелла). Предания относят к правлению Санчо I присоединение к Наварре части герцогства Гасконь, где, якобы, стал править его внебрачный сын Гарсия Кривой (García el Curvo), хотя, вероятно, эти предания путают короля Санчо I с его потомком, королём Санчо III Великим.
В 905 году впервые упоминается существование на территории королевства Наварра еврейской общины (худерии).
Король Санчо I стал первым из христианских королей пост-вестготской Испании, начавшим чеканить свою собственную монету. До этого в Астуро-Леонском королевстве и Наварре в ходу были только арабские и франкские монеты, а также монеты оставшиеся от государства вестготов. В одной из хартий конца X века Санчо I Гарсес наделён титулом «Imperator Optimo», однако в современных Санчо документах данных об употреблении им императорского титула нет. Также к правлению Санчо I ряд историков относят первые достоверные свидетельства применения монархами Памплоны титула «король Наварры», хотя некоторые исследователи считают, что впервые подобный титул был использован или предшественником Санчо, королём Фортуном Гарсесом, или его внуком Санчо II Абаркой.

## Карты
- Наварра в X—начале XI вв. Дата обращения: 28 августа 2008. Архивировано из оригинала 19 марта 2012 года.